# Anna Karnkowska
Anna Ewa Karnkowska (Anna Karnkowska-Ishikawa) – polska biolożka. Adiunkt na Wydziale Biologii Uniwersytetu Warszawskiego.
Jej zainteresowania badawcze obejmują przede wszystkim taksonomię i filogenezę pierwotniaków.

## Życiorys

### Kariera naukowa
Absolwentka Wydziału Biologii Uniwersytetu Warszawskiego, gdzie w 2004 roku napisała pracę licencjacką „Badania morfologiczne grupy krytycznej Euglena spirogyra”, a w 2006 obroniła pracę magisterską „Filogeneza i taksonomia wybranych gatunków z rodzaju Euglena Ehrenberg (Euglenaceae)”. Na wydziale tym podjęła studia doktoranckie zakończone w 2011 roku obroną pracy „Filogeneza i taksonomia autotroficznych euglenin (Euglenea) na podstawie danych morfologicznych i molekularnych”. Wówczas została adiunktem w Zakładzie Systematyki i Geografii Roślin Instytutu Botaniki UW, przekształconym później w Zakład Filogenetyki Molekularnej i Ewolucji. Jednocześnie od 2013 roku przebywała na kolejnych stażach podoktorskich, początkowo na Uniwersytecie Karola, a następnie na University of British Columbia.
W trakcie studiów doktoranckich i pracy adiunkta brała udział w realizacji projektów naukowych kilku zespołów badawczych, m.in. pod kierunkiem Bożeny Zakryś, Iwony Jasser i Vladimíra Hampla, a także prowadziła własne projekty finansowane przez Uniwersytet Warszawski i Muzeum Historii Naturalnej w Berlinie. Oprócz badań i zajęć dydaktycznych na rodzimej uczelni oraz staży podoktorskich prowadziła gościnne badania lub zajęcia na kilku uniwersytetach, w tym w ramach półrocznego stażu na Uniwersytecie Alberty (2014).
Oprócz aktywności naukowej prowadziła działalność w ruchu doktoranckim UW.
W 2021 uzyskała habilitację i została przewodniczącą Rady Naukowej Instytutu Biologii Ewolucyjnej UW.

### Zainteresowania badawcze
Jest członkinią zespołu biologów Uniwersytetu Warszawskiego badającego systematykę, filogenezę i ewolucję euglenin. W ramach tego zespołu opracowywane są nowe ujęcia taksonomiczne w tej grupie organizmów. Karnkowska jest współautorką nowego taksonu, tj. rodzaju Euglenaria, oraz kilku gatunków do niego należących. W systemie International Plant Names Index opisane przez nią gatunki są oznaczane skrótem Karnk.
W czasie badań na Uniwersytecie Karola przestała badać eugleniny, jednak nadal zajmowała się pierwotniakami z supergrupy Excavata. Zespół z jej udziałem odkrył, że przedstawiciel rodzaju Monocercomonoides jest jedynym znanym współcześnie eukariontem, który utracił całkowicie mitochondria i wszelkie molekularne ślady po tych organellach.

## Członkostwo
- International Society for Evolutionary Protistology[2]
- International Society for Protistology[2]
- Polskie Towarzystwo Hydrobiologiczne[2]

## Wybrane publikacje
Autorka lub współautorka kilkudziesięciu publikacji naukowych z zakresu protistologii.
- Sylwia Kosmala, Anna Karnkowska, Rafał Milanowski, Jan Kwiatowski, Bożena Zakryś. The phylogenetic and taxonomic position of Lepocinclis fusca comb. nova (=Euglena fusca) (Euglenaceae). Morphological and molecular justification. „Journal of Phycology”. 41 (6), s. 1258–1267, 2005. DOI: 10.1111/j.1529-8817.2005.00141.x. (ang.).
- Eric W. Linton, Anna Karnkowska-Ishikawa, Jong Im Kim, Woongghi Shin, Mathew S. Bennett, Jan Kwiatowski, Bożena Zakryś, Richard E. Triemer. Reconstructing Euglenoid Evolutionary Relationships using Three Genes: Nuclear SSU and LSU, and Chloroplast SSU rDNA Sequences and the Description of Euglenaria gen. nov. (Euglenophyta). „Protist”. 161, 2010. DOI: 10.1016/j.protis.2010.02.002. (ang.).
- Anna Karnkowska-Ishikawa, Barbara Pietrzak. Ile ewolucji w ochronie przyrody?. „Uniwersytet Warszawski”. 4 (48), s. 21, lipiec/sierpień 2010. (pol.).
- Iwona Jasser, Anna Karnkowska-Ishikawa, Adriana Królicka. A novel phylogenetic clade of picocyanobacteria from the Mazurian lakes (Poland) reflects the early ontogeny of glacial lakes. „FEMS Microbiology Ecology”. 75 (1), s. 89–98, 2011. PMID: 21062328. (ang.).
- Iwona Jasser, Anna Karnkowska-Ishikawa, Ryszard J. Chróst. Do acid-tolerant picocyanobacteria exisit? Isolation of picocyanobacteria from low-pH humic lakes. „Hydrobiologia”. 707 (1), s. 209–218, 2013. DOI: 10.1007/s10750-012-1428-y. (ang.).
- Rafał Milanowski, Natalia Gumińska, Anna Karnkowska, Takao Ishikawa, Bożena Zakryś. Intermediate introns in nuclear genes of euglenids – are they a distinct type?. „BMC Evolutionary Biology”, 2016. 16. 49. DOI: 10.1186/s12862-016-0620-5. (ang.).
- Anna Karnkowska, Vojtěch Vacek, Zuzana Zubáčová, Sebastian C. Treitli, Romana Petrželková, Laura Eme, Lukáš Novák, Vojtěch Žárský, Lael D. Barlow, Emily K. Herman, Petr Soukal, Miluše Hroudová, Pavel Doležal, Courtney W. Stairs, Andrew J. Roger, Marek Eliáš, Joel B. Dacks, Čestmír Vlček, Vladimír Hampl. A Eukaryote without a Mitochondrial Organelle. „Current Biology”. 26 (10), s. 1274–1284, 2016. DOI: 10.1016/j.cub.2016.03.053. (ang.).
- Sina M. Adl i inni, Revisions to the Classification, Nomenclature, and Diversity of Eukaryotes, „Journal of Eukaryotic Microbiology”, 66 (1), 2019, s. 4–119, DOI: 10.1111/jeu.12691, ISSN 1066-5234, PMID: 30257078, PMCID: PMC6492006 [dostęp 2020-11-16] (ang.).

## Nagrody[2]
- 2009 – Nagroda Rektora UW za osiągnięcia naukowe
- 2011 – Nagroda Rektora UW za doktorat
- 2012/13 – Nagroda Premiera za doktorat
- 2012/13 – Nagroda UW dla najlepszych młodych doktorów
- 2013/14 – Stypendium Start FNP
- 2013 – Eukaryotic Cell Journal Outstanding Young Investigator Award
- 2014/13 – Nagroda UW dla najlepszych młodych doktorów
- 2020 – Nagroda im. prof. Stefana Pieńkowskiego (za badania dotyczące ewolucji organelli endosymbiotycznego pochodzenia – mitochondriów i plastydów)[8]

oraz kilka nagród w postaci zaproszeń na konferencje naukowe.